# Здравница (Сергиево-Посадский район)
Здравница — посёлок в Сергиево-Посадском районе Московской области России, входит в состав сельского поселения Лозовское (1994—2006 гг. — в составе Тураковского сельского округа), до 2005 года — посёлок детского дома «МООСО».

## Население
| 2002 | 2006 | 2010 |
| ---- | ---- | ---- |
| 575  | ↗578 | ↘489 |

## География
Посёлок Здравница расположен на севере Московской области, в южной части Сергиево-Посадского района, примерно в 49 км к северу от Московской кольцевой автодороги и 8 км к югу от железнодорожной станции Сергиев Посад, по левому берегу реки Торгоши бассейна Клязьмы.
В 2,5 км северо-западнее посёлка проходит Ярославское шоссе М8, в 20 км к югу — Московское малое кольцо А107, в 11 км к северо-востоку — Московское большое кольцо А108, в 18 км к юго-востоку — Фряновское шоссе Р110.
К посёлку приписано одноимённое садоводческое товарищество (СНТ). Ближайшие сельские населённые пункты — посёлок Ситники, деревни Новосёлки и Охотино.Через посёлок проходит автобус №36 Сергиев Посад-МОССО,также заезжает часть автобусов №30 Сергиев Посад-Лоза